# Патырер, Окан
Окан Патырер (тур. Okan Patırer; род. 21 февраля 1979, Зальцгиттер) — турецкий актёр.

## Фильмография
- 2005 — Beşinci Boyut — Исмет (тур. İsmet)
- 2007 — Hakkını Helal Et — Недим (тур. Nedim)
- 2006 — Memleket Hikayeleri — Cici Murat — Ерждан (тур. Ercan)
- 2005 — Sırlar Alemi — Зихни (тур. Zihni)
- 2002 — Kınalı Kar